# 陳生
陳 生（ちん せい、生没年不詳）は、中国後漢末期の人物。
荊州江夏郡出身の賊。張虎と共に軍勢を擁し、襄陽郡に割拠していたが、荊州刺史として劉表が赴任し、使者として蒯越・龐季が訪れると、その説得に応じて帰順した。

## 三国志演義
羅貫中の小説『三国志演義』では、劉表配下の将として登場。孫堅の侵攻を迎撃する。韓当との一騎打ちで劣勢に陥った同僚の張虎を救援しようとするが、孫策の放った矢で射殺された（第7回）。
この後、嘉靖本や黄正甫本などの古本では第34回で、荊州の賊として再登場する。物語中では前述通り死亡しているため、毛宗崗本では陳孫という別人に変えられている。